# Oncostemum macroscyphon
Oncostemum macroscyphon är en viveväxtart som beskrevs av Carl Christian Mez. Oncostemum macroscyphon ingår i släktet Oncostemum och familjen viveväxter. Inga underarter finns listade i Catalogue of Life.